# 사독
사독 (Zadok HaKohen, Sadoc) 은 히브리어로  "의로운,  정의로운"라는 의미이다. 사독은 제사장으로, 아론의 아들 엘르아살의 자손으로 기록되어있다(역대상 6:4~8). 그는 다윗과 솔로몬의 통치 기간 동안 이스라엘 대제사장이었다. 다윗의 아들 압살롬의 반란 동안 다윗왕을 도왔으며, 그 후에 솔로몬을 왕위에 오르는데 도움을 주었고 솔로몬의 대관식을 집행하였다. 솔로몬이 예루살렘에 있는 첫 번째 성전을 건축 한 후, 사독은 그곳에서 봉사한 최초의 대제사장이었다.

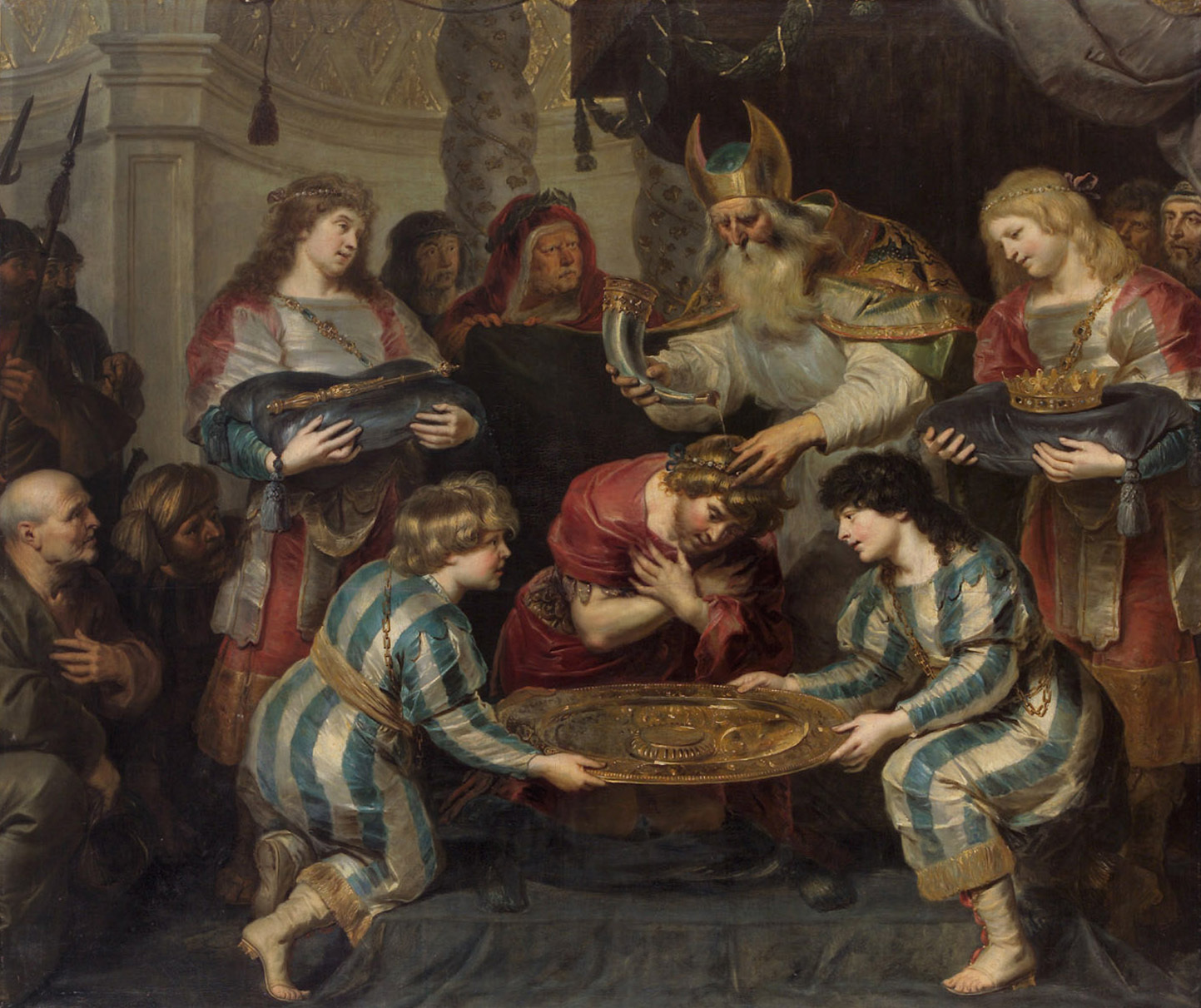
"솔로몬 왕의 기름부음", Cornelis de Vos. 열왕기상 1:39에 따르면, 사독은 솔로몬에게 왕으로 기름을 부었다.

이스라엘 다윗 왕조의 최초의 예루살렘 대제사장이다. 사독은 이스라엘 이름이 아니라 가나안식 이름이다. 그는 예루살렘에서 거주하는 가나안인 집단의 의 대제사장이었지만, 다윗의 점령 이후에도 대제사장 직을 유지했을 것으로 본다. 아론의 아들 엘르아살의 자손(대상 24:3) 아히둡의 아들(삼하 8:17)이다. 그는 연소한 용사였으며, 사울이 죽은 후 이스라엘 제민족의 중견 인사들과 더불어 나라를 다윗에게 맡기기 위해 헤브론에 있는 다윗에게 갔다(대상 12:27-28). 다윗 치세의 초기, 그는 아비아달과 같이 제사장이었다(삼하 8:17). 압살롬의 반역 때 사독은 아비아달과 같이 예루살렘에서 도망쳐 하나님의 언약궤를 메고 갔으나, 다윗은 그에게 예루살렘으로 돌아가 싸움이 끝나기를 기다리라고 명령했다(삼하 15:24-29). 아히도벨이 반역에 가담했을 때 후새는 사독과 아비아달 및 그 아들들의 도움을 얻어 다윗에게 정보를 제공하였다(삼하 15:31-37,17:15-16). 압살롬의 사후 다윗은 사독과 아비아달에게 기별하여 왕의 환궁에 대해 협력해 줄 것을 촉구했다(삼하 19:11). 이 싸움이 끝나고 다윗이 조각(組閣)할 때 사독과 아비아달은 제사장이 되었다(삼하 20:25). 다윗의 만년 아도니야가 왕위를 노렸을 때, 사독은 그를 따르지 않았으나 그의 친구 아비아달 제사장은 아도니야를 도와 모의하였다(왕상 1:8). 아도니야가 우양을 잡고 왕의 아들, 군대장관, 아비아달을 초청할 때 나단, 사독, 브나야 및 솔로몬은 청하지 않았다. 이것은 그들이 아도니야의 왕위 찬탈 음모에 가담하지 않았기 때문이다(왕상 1:26). 이 음모를 탐지한 다윗은 선지자 나단과 제사장 사독, 그리고 여호야다의 아들 브나야를 불러 기혼에 가서 솔로몬에게 기름을 부어 왕으로 세우라고 지시했다(왕상 1:32-45). 따라서 아비아달은 제사장직에서 추방되고, 새 왕의치세 중 사독은 일평생 혼자서 이 귀중한 직분을 맡아 충성했다(왕상 2:26,27,4:4). 이리하여 대제사장의 직분은 엘르아살의 가문으로 회복되었다. 그의 아들은 아히마아스이다.

## 성경에 있는 다른 사독
- 웃시야왕의 아내 여루샤의 아버지. (열왕기하 15:33; 역대하 27:1).
- 바아나의 아들, 예루살렘 성벽의 재건을 도움. (느헤미야 3:4).
- 느헤미야가 재건한 성경의 필사가. 레위사람들과 제사장과 함께 개혁 언약식에 참여했다.  (느헤미야 10:21, 13:13).
- 대제사장 계통의 제사장 중 한 사람인 살룸의 부친이다. 그는 두 번째 아히둡의 자손이다(대상 6:8,12,스 7:2).
- 제2성전기의 사제 계급인 사두개파를 이르는 히브리어 용어. 이 이름은 대제사장 사독에서 나왔다.[5]
- 갈릴레아의 유대 지방  열심당(Zealot)의 설립자.
- 예수님의 조상으로서 스룹바벨의 고손자이다(마 1:14).